# The Ruts
The Ruts (later bekend als Ruts DC) is een Britse punkband die werd opgericht in 1977 in Londen, Engeland. De band is vooral bekend om hun combinatie van rauwe punkenergie met invloeden uit reggae en dub, evenals hun sociaal bewuste teksten. Met nummers zoals Babylon's Burning en Staring at the Rude Boys vestigden ze zich als een belangrijke band in de Britse punkbeweging.

## Oprichting (1977)
The Ruts werden opgericht in 1977 in Zuid-Londen door Malcolm Owen (zang), Paul Fox (gitaar), John "Segs" Jennings (basgitaar) en Dave Ruffy (drums). De leden deelden een liefde voor zowel punk als reggae, wat een kenmerk werd van hun unieke geluid. Hun muziek was diep geworteld in de maatschappelijke kwesties van hun tijd, waaronder armoede, racisme en politiegeweld.
De band was actief betrokken bij de Rock Against Racism-beweging, een initiatief dat streefde naar eenheid tussen muzikanten en fans om racisme en discriminatie tegen te gaan.

## Doorbraak (1979)
In 1979 brachten The Ruts hun debuutsingle "In a Rut" uit, een krachtige en rauwe punktrack die snel de aandacht trok van John Peel, de invloedrijke Britse DJ. Dit leidde tot een groter publiek en een contract bij Virgin Records.
Later dat jaar kwam hun bekendste nummer, "Babylon's Burning", uit. Dit nummer bereikte de Britse top 10 en groeide uit tot een anthem van de Britse punkbeweging. Het combineerde agressieve gitaarlijnen met een pulserende bas en teksten die de onrust en spanningen in de samenleving weerspiegelden.
Hun debuutalbum, The Crack (1979), bevatte ook andere geliefde tracks zoals "Jah War" en "Something That I Said", waarmee ze hun veelzijdigheid en reggae-invloeden lieten horen.

## Malcolm Owen's overlijden en de transitie naar Ruts DC (1980-1982)
In juli 1980 overleed zanger Malcolm Owen tragisch aan een heroïne-overdosis, wat een grote klap was voor de band. Ondanks het verlies besloten de overige leden door te gaan onder de naam Ruts DC ("DC" staat voor "Da Capo", wat "opnieuw beginnen" betekent). Met deze nieuwe naam verlegden ze hun focus meer naar reggae en dub.
Hun eerste album als Ruts DC, Animal Now (1981), was een overgangswerk waarin zowel punk- als reggae-elementen te horen waren. Hun tweede album, Rhythm Collision Vol. 1 (1982), was echter volledig gericht op dubreggae en toonde hun experimentatie en groei als muzikanten.

## Reünies en blijvende invloed (2007-heden)
In 2007 kwamen de overgebleven leden van The Ruts DC weer bij elkaar voor een eenmalig benefietconcert, ter ere van gitarist Paul Fox, die op dat moment leed aan kanker. Fox overleed later dat jaar, maar het concert markeerde een heropleving van interesse in de muziek van The Ruts en Ruts DC.
Sindsdien hebben Jennings en Ruffy de band voortgezet onder de naam Ruts DC en verschillende albums uitgebracht, waaronder Music Must Destroy (2016), dat goed werd ontvangen door fans en critici. De band blijft optreden en eert de nalatenschap van Malcolm Owen en Paul Fox door hun muziek levend te houden.
The Ruts waren pioniers in het combineren van punk met reggae, een combinatie die invloedrijk bleek in de Britse muziek. Ze waren sterk geïnspireerd door de sociale onrust van de late jaren 70 en hun teksten behandelen thema's zoals racisme (Jah War), sociale ongelijkheid (Babylon's Burning) en drugsverslaving (In a Rut). Hun vermogen om genres te vermengen en diepgaande teksten te schrijven heeft hen een blijvende plaats in de punk- en reggaegeschiedenis gegeven.

## Leden

### Oorspronkelijke line-up (1977-1980)
- Malcolm Owen – zang (1977-1980, overleden in 1980)
- Paul Fox – gitaar (1977-2007, overleden in 2007)
- John "Segs" Jennings – basgitaar, zang (1977-heden)
- Dave Ruffy – drums (1977-heden)

### Huidige line-up (als Ruts DC)
- John "Segs" Jennings – basgitaar, zang
- Dave Ruffy – drums
- Leigh Heggarty – gitaar

## Discografie

### Studioalbums
- The Crack (1979)
- Animal Now (1981, als Ruts DC)
- Rhythm Collision Vol. 1 (1982, als Ruts DC)
- Rhythm Collision Vol. 2 (2013, als Ruts DC)
- Music Must Destroy (2016, als Ruts DC)

### Bekende singles
- “In a Rut" (1979)
- "Babylon's Burning" (1979)
- "Something That I Said" (1979)
- "Staring at the Rude Boys" (1980)
- "Jah War" (1980)

## Invloed en nalatenschap
The Ruts hebben een blijvende invloed gehad op zowel de punk- als reggaescene. Bands zoals The Clash, Bad Brains en Sublime hebben elementen van hun muziek overgenomen. Hun sociaal bewuste teksten en genre-overschrijdende benadering blijven een inspiratiebron voor artiesten over de hele wereld.
Hun muziek wordt nog steeds vaak gecoverd en hun invloed wordt erkend door fans en critici. The Ruts blijven een belangrijke naam in de geschiedenis van punkmuziek.